# Мамия Риндзо
Мамия Риндзо (яп. 間宮 林蔵, 1780 — 13 апреля 1844) — японский путешественник, исследователь острова Сахалин. В 1808 году впервые открыл пролив, разделяющий Сахалин и побережье Азии. Позже в Японии пролив был назван его именем как пролив Мамия.

## Биография
Мамия Риндзо родился в провинции Хитати, на острове Хонсю, в обедневшей самурайской семье. Начальное образование получил в школе при буддистском храме. В результате знакомства с учёным-географом Мураками Симанодзё переехал в Эдо, где получил подготовку в области картографии. С 1800 года служил на Хоккайдо мелким чиновником и участвовал в картографировании острова. В 1803 году по поручению правительства приступил к подготовке карт южных Курильских островов. Весной 1807 года стал свидетелем атаки экспедицией Н. А. Хвостова крепости Сяна на острове Итуруп и получил ранение в ходе штурма крепости.

## Экспедиция на Сахалин 1808 года
В 1808 году Риндзо вместе с другим чиновником, Мацудой Дэндзюро (1769-1842), получил задание обследовать остров Сахалин. В апреле 1808 года оба путешественника прибыли на Сахалин, в селение Сирануси, которое располагалось в районе мыса Крильон и являлось главной базой Японии на берегах Сахалина. В дальнейшем путешественники разделились. Мацуда Дэндзюро направился на север по западному побережью Сахалина, Мамия Риндзо в том же направлении, но по восточному побережью.